# Samianigo
Samianigo (aragonès) o Sabiñánigo (castellà) és un municipi aragonès situat a la província d'Osca i cap de la comarca de l'Alt Gàllego.

## Situació
Està situat a la província d'Osca, a la vora dreta del riu Gàllego, a l'eixida de la Vall de Tena, on la via natural de comunicació que condueix a França per Portalet (1795 m) es creua amb la Val Ancha, que uneix Jaca i Samianigo.
Lloc del nord de la província d'Osca, transformat en nucli industrial en ple segle xx. Tot i que encara dependent en alguns serveis de Jaca-Chaca, gràcies al seu desenvolupament industrial tendeix a autonomitzar organitzant la seva pròpia comarca l'Alt Gállego.
Se situa a la riba dreta del Gállego, al sortir de la Vall de Tena, allà on aquesta via natural de comunicació que condueix a França per El Portalet (1.795 m.) es creua amb la Val Ampla, que uneix Samianigo i Jaca-Chaca.
Samianigo romandrà en la seva condició de lloc rural fins al segle xx, al que arriba amb 280 hab.
Als començaments del nostre segle s'inicia l'enlairament de Samianigo amb la construcció de l'estació del ferrocarril a gairebé un quilòmetre del nucli primitiu. Al voltant de l'estació es creen hostatgeries, magatzems, comerços i habitatges gestant un barri, que l'any 1910 compta amb 77 hab; el 1916, ja hi ha 136 hab. Més tard la batllia decideix traslladar-se al barri de l'estació, el que dona a aquest nucli un nou impuls. L'empenta definitiva es produeix dos anys després amb la instal·lació de la societat Energia i Indústries Aragoneses, SA, aprofitant l'existència del ferrocarril i la proximitat dels aprofitaments hidràulics. El 1923 entra en funcionament la primera fàbrica de E.I.A.S.A., a l'any següent s'inaugura Explosius, S. A .; el 1925 la planta d'Alumini Espanyol (Alugasa, avui Laminats Samianigo, pertanyent a Bavaria Industriekapital), aprofitant l'energia elèctrica i la bauxita francesa i el 1927 la fàbrica d'àcid sulfúric de E.I.A.S.A. Les instal·lacions industrials generen nous llocs de treball que es cobreixen amb immigrants: el 1940 s'assoleixen els 1.768 hab. i el 1950 els 2.885. El 1952 s'inaugura una nova fàbrica, Cel·luloses del Pirineu, reconvertint-se en 1965 en fàbrica de Llumins del Pirineu, S. A. En 1960 s'assoleixen 6.184 hab; l'expansió demogràfica continua a remolc del desenvolupament industrial: el 1962 es crea la societat Desenvolupament Química Industrial (Dequisa) per fabricar i distribuir productes químic-orgànics i a la fi de segle, en sòl de Senegüé, la farmacèutica BIEFFE Medital, pertanyent al grup Baxter.
El 2010 l'esplendor industrial de la ciutat s'ha perdut, amb algunes de les plantes tancades i amb les seves plantilles molt minvades en altres casos, però encara perviuen empreses amb un bon nombre d'empleats i un important volum de negoci, com són Laminats Sabiñánigo, BIEFFE Medital o Energies i Indústries Aragoneses.
El 1998 la població és de 8.637 hab. i en 2007 ascendeix als 9.683. La piràmide d'edats, gràcies a la immigració d'efectius joves, és una de les més joves d'Aragó. La població activa en gairebé un 40% s'ocupa en el sector secundari. El sector primari només compta amb un 3'7% dels actius i resideixen fora del nucli urbà, en els termes annexionats. El sector terciari, amb un 38%, tendeix a créixer a remolc de l'industrial i en les últimes dècades impulsat pel subsector turístic.
El terme municipal, gràcies a les annexions d'altres municipis en els anys 1950-1970, és un dels més grans de la prov. amb 589 km². El pla del nucli urbà queda a 0,9 km. del lloc primitiu de Samianigo (de característiques rurals) i separat per la serra dels Capitiellos; presenta una figura allargada a la riba dreta del Gállego. A la sortida de la carretera de Jaca s'allarga el Barri de l'Estació paral·lel al Tulivana i al costat d'ell la zona industrial fins a la desembocadura al Gállego. A continuació el Barri del Pont de Sardas i la zona residencial de Alugasa a la sortida de la carretera d'Osca.
El creixement demogràfic és d'índex progressiu. A més dels nuclis urbans de l'Estació i Pont de Sardas, figuren com agregats, des de 1960, els municipis propers de Cartirana, Gésera, Jabarrella, Orna, Senegüé i Sorripas. Samianigo compta amb una important infraestructura hotelera. L'ensenyament es troba ben atés, amb diversos col·legis i un Institut Tècnic d'Ensenyament. Fins a 1980 va comptar, així mateix, amb un Institut d'Empresaris Agraris.
És notòria la tasca que realitza a tota la comarca l'Associació Amics del Serrablo, que ha restaurat bon nombre d'esglésies mossàrabs i compta amb el Museu «Ángel Orensanz», d'art i etnologia.

## Història
L'origen d'aquesta població aragonesa és romà i podria estar vinculat a l'establiment d'una vila agrícola que neix a la vora de la calçada que va comunicar la ciutat d'Osca amb els banys termals de Panticosa el 1972, es va celebrar el bimil·lenari fundacional perquè considera que va ser creada per Calvisio Sabino, propretor de les Galias, en concloure una campanya de pacificació a Hispània. D'altra banda, al segle v, podríem parlar d'una refundació d'aquest lloc per ser capçalera de l'explotació familiar dels Sabinianos, un clan de rics propietaris amb possessions a la zona de Provença i en el Serrablo.
Les primeres notícies documentals del lloc ens porten al segle xi, moment en el qual s'estableix una torre a Samianigo per convertir-la en punt clau de la línia de tinences que defensen el riu Gállego. El primer encarregat d'aquesta tinença serà Jimeno Sánchez, fundador d'una família de seniores del lloc. En 1067, el rei Sancho Ramírez premia l'abat Banzo de Fanlo -per seus serveis en el lloc de Alquézar- amb les possessions i església de Santa Maria de Samianigo. El vell enclavament romà ja és una vila reial i com a tal serà tractada pels monarques aragonesos. Pere II, en 1206, donarà la seva església de Sant Iscle a García de Gudal, bisbe de Jaca-Osca, i Ferran el Catòlic intervindrà, en 1492, per fixar la amojonación dels seus termes i solucionar els problemes que planteja l'estar vacant les cavalleries d'honor d'aquest lloc.
Durant el segle xvi es seguirà pagant l'impost de les cavalleries i s'iniciarà un cert enlairament econòmic. A la fi del segle es construeix la casa abacial, obra de Juan Ferrer (1589) i es procedeix a signar una concòrdia amb els ramaders de la vall de Tena (1594), relativa al pas dels ramats transhumants pels termes de la vila de Samianigo i pels dels seus llogarets dependents. Abans d'arruïnar-el lloc, fet ocorregut en 1696 si s'ha de jutjar pels documents, s'aixecarà la senzilla església parroquial, barroca i dedicada a Sant Hipòlit, i la casa del Consell es conclouria en 1605. Aquests edificis, centrats en la parroquial del segle xviii, se situen en l'actual barri de Sant Felicià, del qual es trasllada l'Ajuntament, a principis de segle, al barri de l'Estació, que neix al voltant del ferrocarril de Canfranc la jurisfirma de la vila de Samianigo i la butlla papal que l'acompanya arriben a aquest lloc en 1629, sent rector diumenge Samitier. L'aprovació de l'escut heràldic es data el 18-VIII-1972.

## Economia
La causa fonamental del creixement que ha permès a Samianigo passar dels 280 hab. que tenia al començament de segle a més de 9.000 de 1980 s'ha de buscar en les decisions de localització industrial adoptades a partir de 1918 pel capital estranger fundades en els avantatges que oferia un municipi al qual va arribar el tren el 8-II-1893 (32 anys abans que es conclogués la línia de Canfranc), que estava pròxima a la frontera francesa, i que, sobretot, es va veure beneficiat per la proximitat de tot un seguit de salts hidroelèctrics a la capçalera del Gállego. La primera empresa que s'instal·laria a Samianigo va ser Energia i Indústries Aragoneses, societat constituïda el 7-IV-1918 amb un capital de 3 milions de pessetes, i en la qual participaria de forma majoritària capital francès a través de la Cia. Catalana de Productes Químics a Badalona, SA, societat controlada per un grup al qual pertanyien els pioners de la hidroelectricitat, l'alumini i la indústria electroquímica al país veí, Bouchayer i Bergés. En 1921 funcionava ja un procés d'electròlisi, el 1923 es fabricava amoníac i adobs nitrogenats, s'obtenien les concessions d'Aigües de Panticosa i es construïa el primer aprofitament hidroelèctric a Biescas.
També el 1923 es va posar en marxa la primera instal·lació industrial que Casale inaugurava al món per obtenir amoníac a partir d'hidrogen electrolític, produccions que serien acompanyades posteriorment per la posada en marxa d'indústries de clorat, ferromanganès, explosius i carburs que van configurant a aquesta empresa en el seu triple aspecte de hidroelèctrica, electroquímica i electrosiderúrgica.
El segon pilar en la industrialització de Samianigo serà, a partir de 1925, la societat Alumini Espanyol, també de capital francès, que va atreta per la combinació de l'energia barata, ferrocarril i la seva proximitat a la frontera francesa, ja que seria del veí país d'on arribaria la bauxita que s'utilitzaria com a matèria primera, i que es transformaria aprofitant l'electricitat que subministrava Energia i Indústries Aragoneses. En 1927 i 1928, el grup francès promotor d'aquesta empresa, va dur a terme la venda de la major part del seu paquet d'accions al Banc Urquijo, entitat que des d'aleshores controla la marxa de EIasa, ampliant-se en aquesta època la seva producció amb l'obtenció en 1927 d'àcid sulfúric pel procediment de les càmeres.
Aquestes indústries atreuen un important contingent de mà d'obra que procedirà sobretot dels petits pobles veïns, afavorint així un creixement urbà accelerat i l'aparició d'un moviment obrer que estarà present en el suport a la revolta Cerca veu ... de Galán i García Hernández a Jaca, i en no poques reivindicacions al llarg de la II República Cerca veu .... Una nova etapa s'inicia després de la guerra civil, caracteritzada tant pel creixement de les indústries preexistents com per l'aparició d'altres noves, com ara la Cia. Aragonesa d'Indústries Químiques, SA, i Celulosa del Pirineu, alhora que van posant-se en funcionament nous salts d'aigua. El 1959, E.I.A.S.A. havia arribat a aconseguir una plantilla de 450 obrers i produïa 7.500 Tm. d'amoníac, 43.000 d'àcid sulfúric, 2.500 de clorat, 7.000 de carbur càlcic i 3.200 d'àcid nítric. Alumini Espanyol, que fins que el 1944 es va instal·lar una altra fàbrica a Valladolid era l'única factoria en territori espanyol que produïa alumini, tenia el 1959 una plantilla de 423 treballadors. En els anys següents EIASA, que va obtenir a Samianigo clorat sòdic i potàssic per primera vegada a Espanya, inicia una nova línia de desenvolupament que el porta de 1959 a 1967, i en col·laboració amb la Junta d'Energia Nuclear, a construir la instal·lació necessària per la recuperació de l'aigua pesada procedent de les bateries d'electròlisi, sent així una empresa pionera en el camp de l'energia nuclear.
La unificació de les tarifes elèctriques el 1951, la gradual pèrdua d'importància del ferrocarril de Canfranc i el mal accés per carretera a través de l'Monrepós, van dificultar l'expansió industrial de Samianigo en els anys següents, alhora que E.I.A.S.A. diversificava la localització de les seves factories i realitzava inversions a Vila-seca (Tarragona) i en el Pol de Desenvolupament de Huelva, i creava una sèrie d'empreses filials, algunes de les quals (Desenvolupament Químic Industrial, SA -De.qu.isa.-, llumins del Pirineus, SA i Aragoneses Promoció d'Obres i Construccions, SA) compten amb instal·lacions a Samianigo. La crisi econòmica desencadenada a partir de 1973 per l'alça del preu dels productes energètics va afectar també a EIASA, societat que va veure disminuir fortament la cotització de les seves accions i que va estar a punt d'haver de vendre les centrals elèctriques a la capçalera del Gállego i l'Ésera, encara que la revalorització d'aquests actius elèctrics i la millora financera de l'empresa ha permès afrontar aquesta situació. L'aparició d'un important jaciment de gas natural a Isin, antic municipi limítrof annexionat a Samianigo, va impulsar sens dubte les possibilitats industrials de Samianigo; però, les seves reserves van ser inferiors a les primeres previsions i es van esgotar en la dècada dels vuitanta.
En l'actualitat, les instal·lacions militars de l'assentament del Batalló Gravelinas XXV, que van donar en el seu moment un gran impuls al creixement de la població, s'han vist substituïdes per la instal·lació de Pirenarium en el mateix espai. Això és un centre d'oci familiar a on es mostren les maquetes dels edificis més interessants del Pirineu aragonès.

## Entitats de població

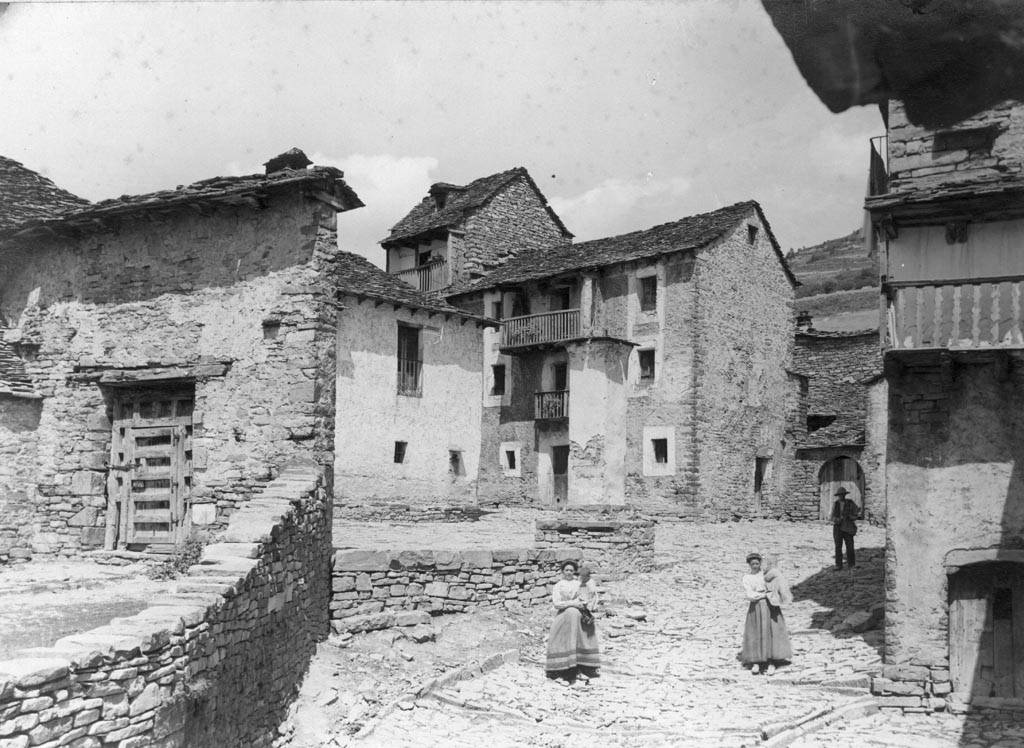
La plaça d'Acumuer en una imatge d'entre 1890 i 1914

El municipi agrupa els nuclis següents:
- Abenilla. Està situat a 1050 metres sobre el nivell del mar. L'any 1991 el llogaret tenia 3 habitants.[5]
- Acumuer. Està situat a 1991 metres sobre el nivell del mar. L'any 1991 el llogaret tenia 3 habitants. Destaca una font d'aigües sulfuroses.[6]
- Aineto. Està situat a 998 metres d'altitud. L'any 1991 tenia 33 habitants.[7]
- Allué. Està situat a 860 metres sobre el nivell del mar. Deshabitat.[8]
- Arguisal. Està situat a 884 metres d'altitud. Tenia 7 habitants l'any 1991.[9]
- Arraso. Des de l'any 1962 pertany al terme de Samianigo.[10]
- Arto. Està situat a 800 metres sobre el nivell del mar. L'any 1991 tenia 19 habitants. L'església conserva part de l'absis romànic (segle xi).[11]
- Artosilla. Tenia 6 habitants l'any 1991. Des de l'any 1962 pertany al terme de Samianigo.[12]
- Aurín. Està situat a 787 metres sobre el nivell del mar. Tenia 36 habitants l'any 1991.[13]
- Bara. Està situat a 935 metres d'altitud. L'any 1991 Tenia 6 habitants.[14]
- Baranguá. Està situat a 740 metres sobre el nivell del mar. Tenia 5 habitants l'any 1991.[15]
- Belarra. Està situat a 830 metres d'altitud. L'any 1991 tenia 2 habitants.[16]
- Bentué de Nocito. Des de l'any 1972 pertany al municipi de Samianigo.[17]
- Borrés. Està situat a 860 metres sobre el nivell del mar. Tenia 19 habitants l'any 1991.[18]
- Camparés.[19]
- Cartirana. Està situat a 857 metres d'altitud. L'any 1991 tenia 42 habitants.[20]
- Castiello de Guarga. Està situat a 970 metres sobre el nivell del mar. Tenia 7 habitants l'any 1980. L'església dedicada a Sant Martí conserva part de l'absis romànic. Actualment està en ruïnes.[21]
- Castillo de Lerés. Està situat a 1.006 metres d'altitud. Tenia 5 habitants l'any 1991.[22]
- Cerésola. Està situat a 1118 metres sobre el nivell del mar. L'any 1991 tenia 4 habitants.[23]
- Gésera. Està situat a 831 metres d'altitud. Tenia 10 habitants l'any 2010.[24]
- Gillué. Està situat a 991 metres sobre el nivell del mar. Deshabitat.[25]
- Grasa. Està situat a 902 metres sobre el nivell del mar. Tenia 7 habitants l'any 1991.[26]
- Hostal de Ipiés. Està situat a 100 metres d'altitud. L'any 1991 tenia 45 habitants.[27]
- Ipiés. Està situat a 800 metres sobre el nivell del mar. Tenia 3 habitants l'any 1991.[28]
- Isún de Basa. Està situat a 720 metres d'altitud. L'any 1991 tenia 18 habitants. L'església dedicada a Santa Maria és d'estil preromànic-mossàrab.[29]
- Laguarta. Està situat a 1154 metres sobre el nivell del mar. Tenia 3 habitants l'any 1991.[30]
- Lanave. Està situat a 730 metres d'altitud. L'any 1991 tenia 10 habitants. El llogaret està format per grans edificis agrícoles antics.[31]
- Lárrede. Tenia 15 habitants l'any 1991. La seva església dedicada a Sant Pere és considerada com el millor edifici del grup de monuments mossàrabs del Serrablo.[32]
- Larrés. Està situat a 912 metres sobre el nivell del mar. Tenia 54 habitants l'any 1991. Des de l'any 1299 hi ha notícies del castell amb més envergadura del Serrablo, el castell de Larrés, que encara destaca en el paisatge d'Aurín.[33]
- Lasaosa. Està situat a 855 metres d'altitud, dins de la vall del Guarga. Es conserva una abadia i l'església parroquial (de planta quadrada), les dues del segle xvii. Les seves terres van deixar de ser conreades en 1976. L'any 1991 tenia 4 habitants.[34]
- Lasieso. Està situat a 720 metres d'altitud. Tenia 24 habitants l'any 1991. Hi ha notícies de l'existència del llogaret des del segle x, ja que va ser descoberta una necròpolis d'aquesta època. Lasieso és un conjunt monumental especial dins del Serrablo. La seva església és el resultat de dos temples romànics del segle xi.[35]
- Latas. Està situat a 840 metres sobre el nivell del mar. Tenia 11 habitants l'any 1991. L'església conserva la capçalera romànica, probablement del segle xiii.[36]
- Latrás. Està situat a 720 metres d'altitud. L'any 1991 tenia 9 habitants.[37]
- Layés. Està situat a 740 metres sobre el nivell del mar. Deshabitat.[38]
- Molino de Villobas. Està situat a 810 metres sobre el nivell del mar. Tenia 7 habitants l'any 1991.[39]
- Ordovés. Està situat a 800 metres d'altitud. L'any 1991 tenia 2 habitants. La seva església va ser edificada al segle xi i restaurada amb encert per l'associació Amigos del Serrablo. Hi havia a l'interior d'aquesta església pintures romàniques al fresc que van ser despreses per portar-les al Museu Diocesà de Jaca.[40]
- Orna de Gállego. Està situat a 769 metres sobre el nivell del mar. Tenia 13 habitants l'any 1991. Lloc pintoresc, amb teulades de pissarra rematades per les clàssiques xemeneies dels antics edificis. Hi destaca l'església, en la qual dominen els estils llombard i jaquès.[41]
- Osán. Està situat a 870 metres sobre el nivell del mar. Tenia 27 habitants l'any 1991.[42]
- Pardinilla. Està situat a 833 metres d'altitud. L'any 1991 tenia 17 habitants.[43]
- El Puente de Samianigo. Està situat a 710 metres sobre el nivell del mar. Tenia 29 habitants l'any 2011. En aquest poble, a una casa típica d'arquitectura tradicional, està ubicat el Museu Ángel Orensanz, dedicat a les arts populars del Serrablo.[44]
- Rapún. Des de l'any 1966 pertany al terme de Samianigo. Hi destaca una església romànica.[45]
- Samianigo.
- Sabiñánigo Alto. Està situat a 798 metres sobre el nivell del mar. Tenia 43 habitants l'any 1991.[46]
- San Esteban de Guarga.[47]
- San Román de Basa. Caseriu de Sardas.[48]
- Sardas. Està situat a 828 metres sobre el nivell del mar. Tenia 40 habitants l'any 1991. Es conserva la capçalera romànica de l'església dedicada a Santa Maria. L'any 1487 Alfonso Pérez va pintar el retaule major del temple.[49]
- Sasal. Està situat a 790 metres d'altitud. L'any 1991 tenia 22 habitants.[50]
- Satué. Està situat a 790 metres sobre el nivell del mar. Tenia 7 habitants l'any 1991. En 1178 l'església de Satué pertanyia a l'abadia de Sant Joan de la Penya.[51]
- Senegüé. Està situat a 820 metres d'altitud. L'any 1991 tenia 90 habitants. En honor de Sant Miquel celebren les festes el 29 de setembre.[52]
- Solanilla. Des de l'any 1962/63 pertany al municipi de Samianigo.[53]
- Sorripas. Està situat a 894 metres sobre el nivell del mar. Tenia 21 habitants l'any 1991. L'església romànica és dedicada a Sant Andreu. Té coberta amb sostre de fusta. Actualment s'exposen al Museu Diocesà de Jaca les pintures de l'absis del segle xiv.[54]
- Used. Des de l'any 1972 pertany al terme de Samianigo.[55]
- Yéspola. Està situat a 980 metres d'altitud. L'any 1991 tenia 2 habitants.[56]

## Agermanaments
- Vilhèra[57]
- Petersberg[58]